# 六代勝事記
『六代勝事記』（ろくだいしょうじき、ろくだいしょうしき とも）は、日本の鎌倉時代前期に書かれた編年体の歴史物語である。

## 概要
「六代」とは高倉・安徳・後鳥羽・土御門・順徳・後堀河（「当今」）の各天皇を指す（九条廃帝〈仲恭天皇〉は含まない）。後堀河天皇を「当今（今上天皇）」としていることから、承久の乱直後に書かれたものと考えられている。作者は古くは源光行と言われていたが、近年では当時出家・引退していた元左大臣藤原隆忠説が有力視されている。
当時、承久の乱で朝廷軍が敗北して幕府軍が勝利して、後鳥羽上皇らが流されると言う前代未聞の事態が生じて、朝廷の権威や神国思想が大きく揺らいだ時期であった。その中で、同書はいち早く、乱の敗北の原因を後鳥羽上皇が不徳の「悪王」だったからであり、天皇および神国・日本が否定されたわけではないという論調で書かれている。また、後鳥羽上皇に同調して子孫の皇位継承権を失うこととなった順徳上皇にも厳しく「佐渡廃帝」と記述して、乱に積極的に関与しなかった阿波院天皇（土御門上皇）と格差を付けている。こうした見方は、朝廷の権威の低下という事実を覆い隠すことに便利であり、一方で鎌倉幕府にとっても「朝敵」という非難を緩和するために好都合な論理であり、その後の歴史観に影響を与えた。
一説には幕府によって擁立された後堀河天皇とその父で天皇の位を経ずに院政を行う事になった後高倉院（守貞親王）の立場を擁護したものと見る説がある。また、直接関係付けられていないものの『今鏡』の記事の最後にあたる高倉天皇の即位から書き始めるなど、『今鏡』読者を意識した執筆がされているという説もある。